# 羽住英一郎
羽住 英一郎（はすみ えいいちろう、1967年3月29日 - ）は、ROBOT映画部所属の演出家、映画監督。千葉県出身。

## 経歴
小学生の時は冒険小説に惹かれ小説家を志していたが、中学生のときに見た『第三の男』に影響され、映画監督を目指すようになる。
日本大学藝術学部映画学科卒業。5年D組を経てROBOTに入社。
『踊る大捜査線』シリーズのチーフ助監督を連続ドラマから劇場版第1作まで務め、劇場版第2作ではセカンドユニット監督を担当した。
2004年、『海猿』で映画監督デビュー。海猿はこれ以降、連続ドラマ含め『BRAVE HEARTS 海猿』（2012年）まで作られる人気シリーズとなった。
複数の作品のロケを北九州市で行った縁で、2010年、北九州市文化大使に任命された。
妻は共同テレビジョンプロデューサーの橋本芙美。

## 主な監督作品

### テレビドラマ
- Over Time-オーバー・タイム（1999年、フジテレビ）
- 伝説の教師（2000年、日本テレビ）
- できちゃった結婚（2001年、フジテレビ）
- アンティーク 〜西洋骨董洋菓子店〜（2001年、フジテレビ）
- 恋人はスナイパー（2001年、テレビ朝日）
- ギンザの恋（2002年、読売テレビ）　※初の連続ドラマチーフ
- ウエディングプランナー SWEETデリバリー（2002年、フジテレビ）
- ホーム&アウェイ（2002年、フジテレビ）
- ペット探偵の事件簿（2004年、フジテレビ）
- 海猿 UMIZARU EVOLUTION（2005年、フジテレビ）
- SAMURAI CODE（2010年、テレビ東京）
- 味いちもんめ（2011年、テレビ朝日）
- ダブルフェイス （2012年、TBS・WOWOW）
- MOZU（2014年、TBS・WOWOW）
- MOZUスピンオフ 大杉探偵事務所（2015年、TBS・WOWOW）
- 太陽は動かない（2020年、WOWOW）[3]
- パンドラの果実〜科学犯罪捜査ファイル〜 シリーズ
  - season1（2022年、日本テレビ）
  - season2（2022年、Hulu）
  - 最新章SP（2024年予定、日本テレビ）
  - season3（2024年予定、Hulu）

### アニメーションプロダクション
- バイオハザード: インフィニット ダークネス（2021年、Netflix）

### 映画
- 海猿シリーズ
  - 海猿 ウミザル（2004年）
  - LIMIT OF LOVE 海猿（2006年）
  - THE LAST MESSAGE 海猿（2010年）
  - BRAVE HEARTS 海猿（2012年）
- 逆境ナイン（2005年）
- 銀色のシーズン（2008年）
- おっぱいバレー（2009年）
- ワイルド7（2011年）
- 暗殺教室（2015年）
  - 暗殺教室〜卒業編〜（2016年）
- 劇場版MOZU（2015年）
- OVER DRIVE（2018年）[4]
- 太陽は動かない（2020年）[3]
- カラダ探し（2022年）[5]
  - カラダ探し THE LAST NIGHT（2025年）[6]
- バイオハザード デスアイランド（2023年）

## 関連文献
- 綾瀬はるか主演『おっぱいバレー』監督 羽住英一郎インタビュー：CINRA.NET